# Tibouchina schenckii
Tibouchina schenckii är en tvåhjärtbladig växtart som beskrevs av Célestin Alfred Cogniaux. Tibouchina schenckii ingår i släktet Tibouchina och familjen Melastomataceae. Inga underarter finns listade i Catalogue of Life.